# 加藤陸次樹
加藤 陸次樹（かとう むつき、1997年8月6日 - ）は、埼玉県熊谷市出身のプロサッカー選手。Jリーグ・サンフレッチェ広島所属。ポジションはフォワード（FW）。

## 来歴
小学校3年生の時に、江南南サッカー少年団で本格的にサッカーを始めた。庄司朋乃也は中学校の同級生。クマガヤSCを経て、高校年代はサンフレッチェ広島ユースに所属。2014年からはトップチームに2種登録され、各年代別の日本代表でのプレーも経験した。2015年、高円宮杯プレミアリーグWESTで得点王となった。しかしトップチーム昇格は叶わず、中央大学へ進学。卒業直前に、2度目のサンフレッチェとの契約のチャンスがあったが「素材は良いが平均的な選手」として獲得オファーは無かった。
唯一のオファーだったツエーゲン金沢に2020年より、加入した。加入初年度から主力として活躍した。8月16日、第16節の京都サンガF.C.戦で4試合連続ゴールを決めて勝利に貢献した。
2021年より、セレッソ大阪に完全移籍で加入した。2021年3月13日、第4節の横浜FC戦では移籍後初のJ1初ゴールを決めた。 9月5日(日)アウェイで行われたルヴァンカップ準々決勝2ndレグのG大阪戦ではチームの2点目を決めて4-0の完勝、準決勝進出に貢献し10月10日ルヴァンカップ・準決勝2ndレグの浦和レッズ戦では決勝ゴールをきめて1-0で勝利、決勝進出に貢献したが、決勝でチームは敗れた。ACLを含めてセレッソ大阪が出場したすべての大会で得点を記録した。
2022年に背番号を「8番」と同様にセレッソ大阪の特別な背番号であり、前年には大久保嘉人が着用した「20番」に変更。ルヴァンカップ準々決勝川崎フロンターレとの第2戦、0-2の苦しい状況で後半90分に反撃の狼煙をあげる得点で、チームを勢いづかせた。その後チームは2点目を決め、チームの準決勝進出に貢献した。決勝では先制点をきめたが、チームに退場者が出た上に直後にPKから失点、最終的に1-2で敗れた。チームは2年連続で準優勝だった。
2023年はレオ・セアラの加入により当初はベンチだったが、チームのフォーメーション変更によりレオ・セアラとの2トップでレギュラーに復帰した。4節のサガン鳥栖戦、11節のガンバ大阪戦では決勝点を決めた。しかし、7月の中断期間中にサンフレッチェ広島からのオファーを受けて、完全移籍でユース以来となる広島に加入した。C大阪は加藤と複数年契約を結んでおり、広島が満額移籍金を支払い獲得した。加入後のホーム初戦の浦和戦では同点ゴールを奪い、広島移籍後初得点。その後も主にシャドーのスタメンとして攻守に躍動し、5得点を記録。最終的にチームを3位に導く活躍を見せた。

## 人物
- 南葛SC所属のサッカー選手の加藤威吹樹は双子の兄。ユース時代は「加藤ツインズ」と呼ばれ、大学で進路が分かれるまで幼少から同じチームに所属していた[20]。

## 所属クラブ
- 江南南サッカー少年団（熊谷市立妻沼小学校）[21]
- クマガヤサッカースポーツクラブ（熊谷市立妻沼東中学校）[21]
- サンフレッチェ広島F.Cユース（広島県立吉田高等学校）[21]
  - 2014年9月 - 2015年  サンフレッチェ広島F.C（2種登録選手）
- 中央大学
- 2020年  ツエーゲン金沢
- 2021年 - 2023年7月  セレッソ大阪
- 2023年7月 -  サンフレッチェ広島

## 個人成績
| 国内大会個人成績 | 国内大会個人成績 | 国内大会個人成績 | 国内大会個人成績 | 国内大会個人成績 | 国内大会個人成績 | 国内大会個人成績 | 国内大会個人成績 | 国内大会個人成績 | 国内大会個人成績 | 国内大会個人成績 | 国内大会個人成績 |
| 年度             | クラブ           | 背番号           | リーグ           | リーグ戦         | リーグ戦         | リーグ杯         | リーグ杯         | オープン杯       | オープン杯       | 期間通算         | 期間通算         |
| 年度             | クラブ           | 背番号           | リーグ           | 出場             | 得点             | 出場             | 得点             | 出場             | 得点             | 出場             | 得点             |
| 日本             | 日本             | 日本             | 日本             | リーグ戦         | リーグ戦         | リーグ杯         | リーグ杯         | 天皇杯           | 天皇杯           | 期間通算         | 期間通算         |
| ---------------- | ---------------- | ---------------- | ---------------- | ---------------- | ---------------- | ---------------- | ---------------- | ---------------- | ---------------- | ---------------- | ---------------- |
| 2020             | 金沢             | 17               | J2               | 42               | 13               | -                | -                | -                | -                | 42               | 13               |
| 2021             | C大阪            | 29               | J1               | 35               | 7                | 5                | 2                | 4                | 2                | 44               | 11               |
| 2022             | C大阪            | 20               | J1               | 26               | 6                | 11               | 5                | 4                | 1                | 41               | 12               |
| 2023             | C大阪            | 20               | J1               | 17               | 3                | 6                | 0                | 1                | 0                | 24               | 3                |
| 2023             | 広島             | 51               | J1               | 13               | 5                | 0                | 0                | -                | -                | 13               | 5                |
| 2024             | 広島             | 51               | J1               | 37               | 9                | 6                | 3                | 3                | 2                | 46               | 14               |
| 通算             | 日本             | 日本             | J1               | 128              | 30               | 28               | 10               | 12               | 5                | 168              | 45               |
| 通算             | 日本             | 日本             | J2               | 42               | 13               | -                | -                | -                | -                | 42               | 13               |
| 総通算           | 総通算           | 総通算           | 総通算           | 170              | 43               | 28               | 10               | 12               | 5                | 210              | 57               |

- 2014年、2015年は2種登録選手（公式戦出場無し）

## 代表歴
- U-17日本代表
- U-18日本代表